# King of the Court
King of the Court ist ein Turnierformat im Beachvolleyball. Im Gegensatz zu anderen Wettbewerben sind fünf statt zwei Teams an einem Spiel beteiligt und es gibt eine andere Zählweise. Die ersten Turniere in diesem Format fanden 2018 statt. 2020 gab es ein King of the Court in Utrecht. 2021 fanden Turniere in Hamburg, in Utrecht und die Finals in Doha statt. 2022 gab es King of the Courts in Hamburg, in Utrecht, in Niterói sowie die Finals in Doha. 2023 fanden die Turniere in Miami Beach, in Hamburg, das Europafinale in Luxemburg, in Rotterdam sowie die Finals in Doha statt. 2024 fanden die Turniere in Teneriffa, in Hamburg, in Utrecht, in Miami Beach sowie die Finals in Doha statt. 2025 finden die Turniere der „Crown-Series“ in Teneriffa, in Hamburg und in Utrecht statt.

## Regeln
Während bei einer normalen Partie im Beachvolleyball zwei Teams aus jeweils zwei Spielern gegeneinander antreten, sind beim King of the Court fünf Teams beteiligt. Zwei Teams stehen zu Beginn auf dem Feld, die anderen warten daneben auf ihren Einsatz. Das Spielfeld ist in eine Königsseite (kingside) und eine Herausfordererseite (challengers side) eingeteilt, wobei das Los bestimmt, wer auf welcher Seite beginnt.
Jeder Spielzug (Rally) beginnt mit einem Aufschlag der Herausforderer, wobei der aufschlagende Spieler frei gewählt werden kann. Wenn die Herausforderer den Spielzug für sich entscheiden, wechseln sie auf die Königsseite und verdrängen das andere Team, das bisher dort spielte. Wenn die Könige eine Rally gewinnen, erhalten sie einen Punkt und bleiben dort. Man kann nur auf der Königsseite Punkte erzielen. Falls dem Challenger-Team ein Aufschlagfehler unterläuft, müssen sie das Spielfeld verlassen und das nächste Team rückt von außen nach. Zwischen zwei Rallys gibt es maximal acht Sekunden Pause. Ansonsten gelten während der Ballwechsel die üblichen Beachvolleyball-Regeln.
Ein Spiel besteht aus drei Runden. Jede der drei Runden wird auf Zeit gespielt und dauert jeweils 15 Minuten. Es gibt nach 10 Minuten eine Minute Pause, aber keine individuellen Auszeiten. Das schlechteste Team mit den wenigsten Punkten scheidet jeweils aus. Bei einem Gleichstand am Ende einer Runde setzt sich das Team durch, das mehr Punkte in Folge erzielt hat, und wenn diese Punktzahl ebenfalls gleich ist, ist entscheidend, wer den Bestwert zuerst geschafft hat. In der nächsten Runde beginnt das beste Team der vorherigen Runde auf der Königsseite, das zweitbeste Team auf der Herausfordererseite und die anderen Teams kommen in der Reihenfolge ihres vorherigen Abschneidens ins Spiel. Die dritte (und damit letzte) Runde gewinnt das Team, das zuerst 15 Punkte erzielt hat oder nach Ablauf der maximal 15 Minuten Spielzeit vorne liegt.

## Saison 2018
Die ersten King-of-the-Court-Turniere fanden 2018 in Utrecht, Antwerpen, Waikīkī und Huntington Beach statt. Dabei gab es jeweils Wettbewerbe für Frauen und Männer.

## Saison 2020

### Utrecht 2020
Vom 9. bis 12. September 2020 fand in Utrecht ein weiteres Turnier King of the Court für Frauen und Männer statt. Angesichts der Einschränkungen im Rahmen der COVID-19-Pandemie errichteten die Veranstalter dafür ein coronakonformes Stadion, in dem die Zuschauer durch einzelne Boxen voneinander getrennt waren.

#### Ergebnisse Frauen
| 1. | Kozuch / Ludwig       |
| 2. | Menegatti / Orsi Toth |
| 3. | van Iersel / Ypma     |
| 4. | Caluori / Lutz        |
| 5. | Stam / Schoon         |

| 1. | Liliana / Elsa            |
| 2. | M. McNamara / N. McNamara |
| 3. | Heidrich / Vergé-Dépré    |
| 4. | Day / Ross                |
| 5. | Priem / Wouters           |

| 1. | Hermannová / Sluková |
| 2. | Ágatha / Duda        |
| 3. | Piersma / Stubbe     |
| 4. | Richard / Placette   |
| 5. | Jupiter / Chamereau  |

| 1. | Keizer / Meppelink          |
| 2. | Belén / Soria               |
| 3. | Kubíčková / Kvapilová       |
| 4. | E. van Driel / M. van Driel |
| 5. | Larsen / Stockman           |

| 1. | Placette / Richard          |
| 2. | Day / Ross                  |
| 3. | E. van Driel / M. van Driel |
| 4. | Stam / Schoon               |
| 5. | Caluori / Lutz              |

| 1. | Day / Ross            |
| 2. | Menegatti / Orsi Toth |
| 3. | Piersma / Stubbe      |
| 4. | Kubíčková / Kvapilová |
| 5. | Liliana / Elsa        |

| 1. | Keizer / Meppelink     |
| 2. | Heidrich / Vergé-Dépré |
| 3. | Placette / Richard     |
| 4. | Hermannová / Sluková   |
| 5. | van Iersel / Ypma      |

| 1. | Ágatha / Duda               |
| 2. | E. van Driel / M. van Driel |
| 3. | Kozuch / Ludwig             |
| 4. | M. McNamara / N. McNamara   |
| 5. | Belén / Soria               |

| 1. | M. McNamara / N. McNamara |
| 2. | Kubíčková / Kvapilová     |
| 3. | Hermannová / Sluková      |

| 1. | Heidrich / Vergé-Dépré      |
| 2. | Day / Ross                  |
| 3. | / Stockman / Kozuch         |
| 4. | E. van Driel / M. van Driel |
| 5. | Piersma / Stubbe            |

| 1. | Ágatha / Duda             |
| 2. | Keizer / Meppelink        |
| 3. | Menegatti / Orsi Toth     |
| 4. | Placette / Richard        |
| 5. | M. McNamara / N. McNamara |

| 1. | E. van Driel / M. van Driel |
| 2. | / Stockman / Kozuch         |
| 3. | Menegatti / Orsi Toth       |
| 4. | Placette / Richard          |

| 1. | Ágatha / Duda               |
| 2. | E. van Driel / M. van Driel |
| 3. | Keizer / Meppelink          |
| 4. | Heidrich / Vergé-Dépré      |
| 5. | Day / Ross                  |

#### Ergebnisse Männer
| 1. | Koekelkoren / van Walle |
| 2. | Herrera / Gavira        |
| 3. | Samoilovs / Šmēdiņš     |
| 4. | Aye / Gauthier-Rat      |
| 5. | Penninga / Bouter       |

| 1. | Pļaviņš / Točs          |
| 2. | E. Grimalt / M. Grimalt |
| 3. | Saxton / O’Gorman       |
| 4. | Brouwer / Meeuwsen      |
| 5. | Boermans / de Groot     |

| 1. | A. Mol / Sørum         |
| 2. | Kantor / Łosiak        |
| 3. | Boehlé / van Werkhoven |
| 4. | Boermans / de Groot    |
| 5. | Bouter / Penninga      |

| 1. | Ahmed / Cherif    |
| 2. | Krattiger / Breer |
| 3. | Thole / Wickler   |
| 4. | Berntsen / H. Mol |
| 5. | Immers / Luini    |

| 1. | Penninga / Bouter   |
| 2. | Berntsen / H. Mol   |
| 3. | Brouwer / Meeuwsen  |
| 4. | Aye / Goutier-Rat   |
| 5. | Boermans / de Groot |

| 1. | Thole / Wickler        |
| 2. | Herrera / Gavira       |
| 3. | Pļaviņš / Točs         |
| 4. | Boehlé / van Werkhoven |
| 5. | Berntsen / H. Mol      |

| 1. | Mol / Sørum         |
| 2. | Penninga / Bouter   |
| 3. | Grimalt / Grimalt   |
| 4. | Ahmed / Cherif      |
| 5. | Samoilovs / Šmēdiņš |

| 1. | Brouwer / Meeuwsen      |
| 2. | Kantor / Łosiak         |
| 3. | Koekelkoren / van Walle |
| 4. | Krattiger / Breer       |
| 5. | Saxton / O’Gorman       |

| 1. | Krattiger / Breer      |
| 2. | Ahmed / Cherif         |
| 3. | Boehlé / van Werkhoven |

| 1. | Kantor / Łosiak         |
| 2. | Koekelkoren / van Walle |
| 3. | Thole / Wickler         |
| 4. | Pļaviņš / Točs          |
| 5. | Bouter / Penninga       |

| 1. | A. Mol / Sørum     |
| 2. | Krattiger / Breer  |
| 3. | Grimalt / Grimalt  |
| 4. | Brouwer / Meeuwsen |
| 5. | Herrera / Gavira   |

| 1. | Thole / Wickler    |
| 2. | Pļaviņš / Točs     |
| 3. | Brouwer / Meeuwsen |
| 4. | Grimalt / Grimalt  |

| 1. | Krattiger / Breer       |
| 2. | A. Mol / Sørum          |
| 3. | Kantor / Łosiak         |
| 4. | Koekelkoren / van Walle |
| 5. | Thole / Wickler         |

## Saison 2021 „Crown Series“

### Hamburg 2021

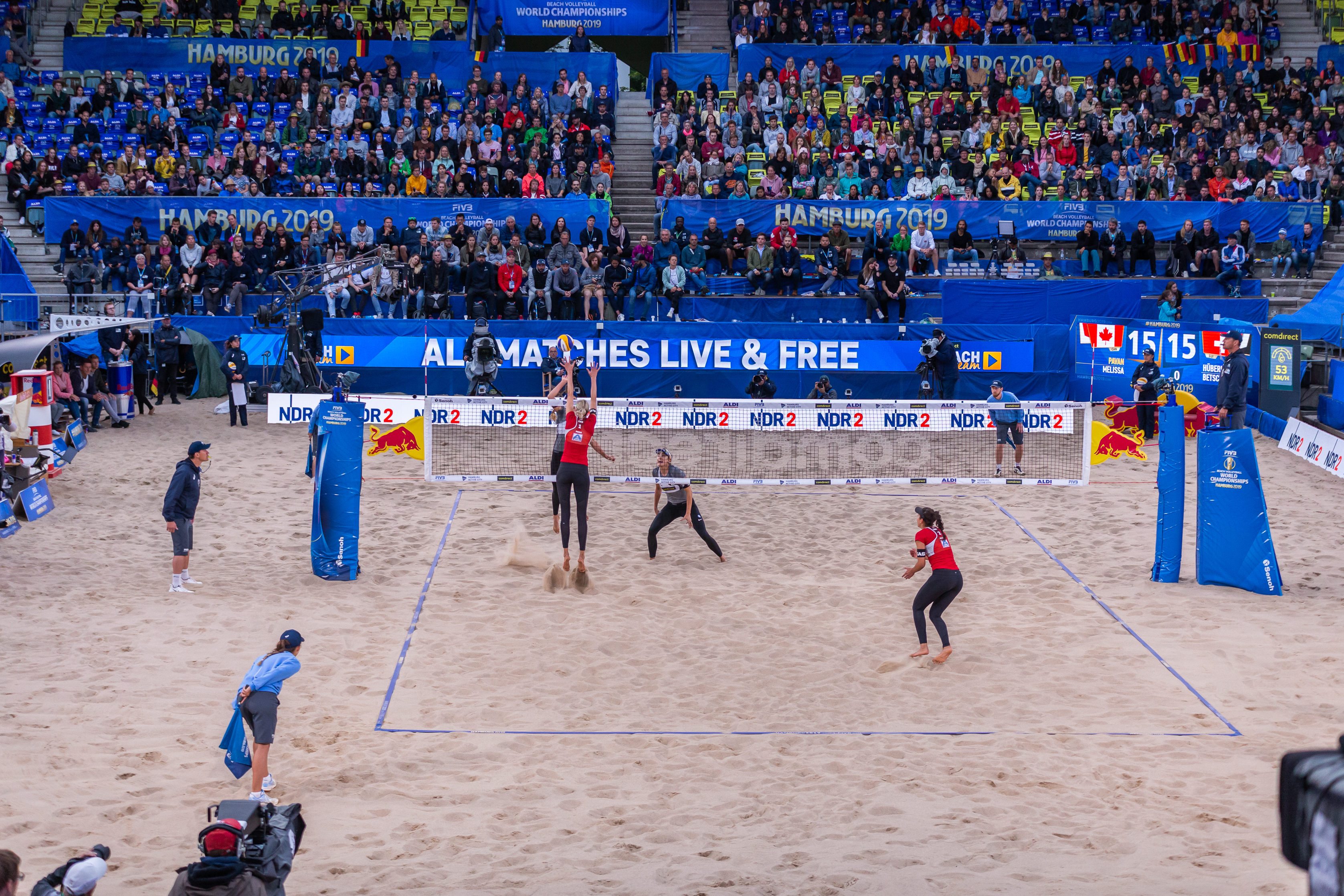
Stadion am Rothenbaum bei der Beachvolleyball-WM 2019

Der Deutsche Volleyball-Verband veranstaltete vom 19. bis 22. August ein doppeltes Turnier des Formats King of the Court. Das nationale Turnier (19. bis 21. August) war Teil der German Beach Tour 2021 und mit je 20 Frauen- und Männerteams aus Deutschland besetzt. Daneben fand vom 20. bis 22. August ein internationales Turnier („Crown Series“) statt, an dem je 15 Frauen- und Männerteams teilnahmen. Austragungsort war das Tennisstadion am Rothenbaum in Hamburg.
Für die deutschen Teams war das Turnier die letzte Möglichkeit, Punkte für die Qualifikation zur deutschen Meisterschaft zu sammeln, während die mögliche Vergabe von Punkten für die Weltrangliste noch unklar ist.
Das nationale Turnier gewannen Chantal Laboureur und Sarah Schulz sowie Julius Thole und Clemens Wickler. Die jeweils besten drei Teams der nationalen Konkurrenz stiegen anschließend in das Halbfinale des internationalen Turniers ein. Dabei setzten sich das deutsch-schweizerische Duo Laura Ludwig und Anouk Vergé-Dépré sowie die Polen Piotr Kantor und Bartosz Łosiak durch.

#### Endstand international
| Platz | Frauen                 |
| ----- | ---------------------- |
| 1     | / Ludwig / Vergé-Dépré |
| 2     | Wojtasik / Kociołek    |
| 3     | Bieneck / Schneider    |

| Platz | Männer                    |
| ----- | ------------------------- |
| 1     | Kantor / Łosiak           |
| 2     | / Krattiger / Pristauz    |
| 3     | B. Poniewaz / D. Poniewaz |

### Utrecht 2021
Vom 25. bis 28. August 2021 fand in Utrecht erneut ein Turnier King of the Court für Frauen und Männer statt.

#### Endstand
| Platz | Frauen                    |
| ----- | ------------------------- |
| 1     | / Carro / Menegatti       |
| 2     | Barbara / Carol           |
| 3     | M. McNamara / N. McNamara |

| Platz | Männer                  |
| ----- | ----------------------- |
| 1     | Åhman / Hellvig         |
| 2     | / Krattiger / Pristauz  |
| 3     | Koekelkoren / van Walle |

### Doha 2021
Vom 5. bis 8. Januar 2022 fand in Doha das „King of the Court Final 2021“ für Frauen und Männer statt.

#### Endstand
| Platz | Frauen                |
| ----- | --------------------- |
| 1     | Ittlinger / Schneider |
| 2     | Placette / Richard    |
| 3     | / Kravčenoka / Bell   |

| Platz | Männer               |
| ----- | -------------------- |
| 1     | Cherif / Ahmed Tijan |
| 2     | Boermans / de Groot  |
| 3     | Åhman / Hellvig      |

## Saison 2022 „Crown Series“

### Hamburg 2022
Vom 23. bis 26. Juni 2022 fand in Hamburg erneut ein Turnier King of the Court für Frauen und Männer statt.

#### Endstand
| Platz | Frauen                    |
| ----- | ------------------------- |
| 1     | E. van Driel / Ypma       |
| 2     | Polley / Zeimann          |
| 3     | M. McNamara / N. McNamara |

| Platz | Männer               |
| ----- | -------------------- |
| 1     | / Meeuwsen / Wickler |
| 2     | Nõlvak / Tiisaar     |
| 3     | Brouwer / Penninga   |

### Utrecht 2022
Vom 6. bis 11. September 2022 fand in Utrecht erneut ein Turnier King of the Court für Frauen und Männer statt.

#### Endstand
| Platz | Frauen             |
| ----- | ------------------ |
| 1     | Borger / Laboureur |
| 2     | Brunner / Hüberli  |
| 3     | Kotnik / Lovšin    |

| Platz | Männer           |
| ----- | ---------------- |
| 1     | A. Mol / Sørum   |
| 2     | Åhman / Hellvig  |
| 3     | Nõlvak / Tiisaar |

### Niterói 2022
Vom 20. bis 22. November 2022 fand in Niterói ein Turnier King of the Court für Frauen und Männer statt.

#### Endstand
| Platz | Frauen                |
| ----- | --------------------- |
| 1     | Taiana / Hegeile      |
| 2     | B. Piersma / Bekhuis  |
| 3     | Carolina Horta / Tory |

| Platz | Männer                  |
| ----- | ----------------------- |
| 1     | Guto / Saymon           |
| 2     | E. Grimalt / M. Grimalt |
| 3     | Adrielson / Arthur      |

### Doha 2022
Vom 11. bis 14. Januar 2023 fand in Doha das „King of the Court Final 2022“ für Frauen und Männer statt.

#### Endstand
| Platz | Frauen                |
| ----- | --------------------- |
| 1     | B. Piersma / Bekhuis  |
| 2     | Vergé-Dépré / Bentele |
| 3     | Sude / Schneider      |

| Platz | Männer             |
| ----- | ------------------ |
| 1     | Åhman / Hellvig    |
| 2     | / Field / Immers   |
| 3     | Brouwer / Meeuwsen |

## Saison 2023 „Crown Series“

### Miami Beach 2023
Vom 9. bis 12. März 2023 fand in Miami Beach ein Turnier King of the Court für Frauen und Männer statt.

#### Endstand
| Platz | Frauen                     |
| ----- | -------------------------- |
| 1     | Humana-Paredes / Wilkerson |
| 2     | Larissa / Lili             |
| 3     | Hermannová / Štochlová     |

| Platz | Männer               |
| ----- | -------------------- |
| 1     | Nõlvak / Tiisaar     |
| 2     | Aravena / Droguett   |
| 3     | Cherif / Ahmed Tijan |

### Hamburg 2023
Vom 25. bis 28. Mai 2023 fand in Hamburg erneut ein Turnier King of the Court für Frauen und Männer statt.

#### Endstand
| Platz | Frauen                    |
| ----- | ------------------------- |
| 1     | Kraft / Stockman          |
| 2     | Helland-Hansen / Olimstad |
| 3     | Larissa / Lili            |

| Platz | Männer                  |
| ----- | ----------------------- |
| 1     | A. Mol / Sørum          |
| 2     | E. Grimalt / M. Grimalt |
| 3     | de Groot / Luini        |

### Luxemburg 2023
Vom 27. Juni bis 1. Juli 2023 fand in Luxemburg das „European Final 2023“ für Frauen und Männer statt.

#### Endstand
| Platz | Frauen                   |
| ----- | ------------------------ |
| 1     | Graudiņa / Samoilova     |
| 2     | Gruszczyńska / Wachowicz |
| 3     | Tillmann / Müller        |

| Platz | Männer            |
| ----- | ----------------- |
| 1     | Ehlers / Wickler  |
| 2     | Krattiger / Breer |
| 3     | Bryl / Łosiak     |

### Rotterdam 2023
Vom 5. bis 10. September 2023 fand in Rotterdam ein Turnier King of the Court für Frauen und Männer statt.

#### Endstand
| Platz | Frauen                    |
| ----- | ------------------------- |
| 1     | Stam / Schoon             |
| 2     | Vergé-Dépré / Mäder       |
| 3     | B. Piersma / E. van Driel |

| Platz | Männer             |
| ----- | ------------------ |
| 1     | Brouwer / Meeuwsen |
| 2     | Åhman / Hellvig    |
| 3     | Boehlé / Sengers   |

### Doha 2023
Vom 13. bis 16. Dezember 2023 fand in Doha das „King of the Court Final 2023“ für Frauen und Männer statt.

#### Endstand
| Platz | Frauen                    |
| ----- | ------------------------- |
| 1     | Stam / Schoon             |
| 2     | Ishii / Akiko             |
| 3     | / Helland-Hansen / Kotnik |

| Platz | Männer                |
| ----- | --------------------- |
| 1     | Ehlers / Wickler      |
| 2     | Q. Ayé / C. Ayé       |
| 3     | Ja. Bello / Jo. Bello |

## Saison 2024 „Crown Series“

### Teneriffa 2024
Vom 15. bis 18. Februar 2024 fand auf Teneriffa ein Turnier King of the Court für Frauen und Männer statt.

#### Endstand
| Platz | Frauen                      |
| ----- | --------------------------- |
| 1     | / Tillmann / Neuschaeferová |
| 2     | Brunner / Hüberli           |
| 3     | González / Lobato           |

| Platz | Männer           |
| ----- | ---------------- |
| 1     | Åhman / Hellvig  |
| 2     | A. Mol / Sørum   |
| 3     | Ehlers / Wickler |

### Hamburg 2024
Vom 30. Mai bis 2. Juni 2024 fand in Hamburg ein Turnier King of the Court für Frauen und Männer statt.

#### Endstand
| Platz | Frauen              |
| ----- | ------------------- |
| 1     | Hughes / Cheng      |
| 2     | Duda / Ana Patrícia |
| 3     | Cannon / Kraft      |

| Platz | Männer           |
| ----- | ---------------- |
| 1     | Ehlers / Wickler |
| 2     | Šmēdiņš / Točs   |
| 3     | André / George   |

### Utrecht 2024
Vom 5. bis 8. September 2024 fand in Utrecht ein Turnier King of the Court für Frauen und Männer statt.

#### Endstand
| Platz | Frauen                       |
| ----- | ---------------------------- |
| 1     | / Stam / Ludwig              |
| 2     | / Schoon / Álvarez           |
| 3     | / Placette / Lahti-Liukkonen |

| Platz | Männer                 |
| ----- | ---------------------- |
| 1     | / A. Huerta / Dressler |
| 2     | / Pļaviņš / Bialokoz   |
| 3     | / A. Mol / Carambula   |

### Miami Beach 2024
Vom 27. bis 29. September 2024 fand in Miami Beach ein Turnier King of the Court für Frauen und Männer statt.

#### Endstand
| Platz | Frauen                |
| ----- | --------------------- |
| 1     | Cannon / Kraft        |
| 2     | / Barbara / Štochlová |
| 3     | Hildreth / Loreen     |

| Platz | Männer               |
| ----- | -------------------- |
| 1     | Meeuwsen / de Groot  |
| 2     | Smith / Webber       |
| 3     | / Sengers / Brewster |

### Doha 2024
Vom 11. bis 14. Dezember 2024 fand in Doha das „King of the Court Final 2024“ für Frauen und Männer statt.

#### Endstand
| Platz | Frauen                 |
| ----- | ---------------------- |
| 1     | / Placette / Ittlinger |
| 2     | Tillmann / Müller      |
| 3     | Stam / Bekhuis         |

| Platz | Männer                               |
| ----- | ------------------------------------ |
| 1     | Boermans / de Groot / van de Velde 1 |
| 2     | Ehlers / Wickler                     |
| 3     | C. Ayé / Bassereau                   |

## Saison 2025 „Crown Series“

### Teneriffa 2025
Vom 21. bis 23. Februar 2025 fand auf Teneriffa ein Turnier King of the Court für Frauen und Männer statt.

#### Endstand
| Platz | Frauen               |
| ----- | -------------------- |
| 1     | Duval / Sobezalz     |
| 2     | Graudiņa / Samoilova |
| 3     | Quiggle / Loreen     |

| Platz | Männer             |
| ----- | ------------------ |
| 1     | Gavira / A. Huerta |
| 2     | Brouwer / Boermans |
| 3     | Benesh / Cook      |

### Hamburg 2025
Vom 23. bis 25. Mai 2025 fand in Hamburg ein Turnier King of the Court für Frauen und Männer statt.

#### Endstand
| Platz | Frauen                  |
| ----- | ----------------------- |
| 1     | Quiggle / Rice          |
| 2     | D. Klinger / R. Klinger |
| 3     | Polley / MacDonald      |

| Platz | Männer                  |
| ----- | ----------------------- |
| 1     | / A. Huerta / Jo. Bello |
| 2     | Pļaviņš / Fokerots      |
| 3     | E. Grimalt / M. Grimalt |

### Utrecht 2025
Vom 19. bis 22. Juni 2025 fand in Utrecht ein Turnier King of the Court für Frauen und Männer statt.

#### Endstand
| Platz | Frauen                 |
| ----- | ---------------------- |
| 1     | Vitória / Hegeile      |
| 2     | Konink / Schoon        |
| 3     | E. van Driel / Bekhuis |

| Platz | Männer                 |
| ----- | ---------------------- |
| 1     | Brouwer / van de Velde |
| 2     | Carracher / Nicolaidis |
| 3     | George / Saymon        |